# Щерба Олесь-Юліан Іванович
Олесь-Юліан Іванович Щерба (позивний R2-D2; 12 березня 1997, с. Годовиця — 19 серпня 2023, селище Урожайне) — український військовослужбовець 710 БрО ДССТ ЗСУ, молодший лейтенант, командир штурмової роти.

## Життєпис
Олесь-Юліан Щерба, народився 12 березня 1997 року у селі Годовиця Пустомитівського району Львівської області. Закінчив школу із золотою медаллю, а також Пустомитівську школу мистецтв за класом фортепіано та тромбона.
Був майстром спорту зі стрільби з лука, займався бальними танцями, плаванням.
Закінчив Український католицький університет. Навчався на програмі «Психологія» Факультету наук про здоров'я (випуск 2018 року).
Був багаторічним волонтером дому «Емаус».
1 липня 2022 року вступив добровольцем у штурмову роту — сержантом. Взимку 2023 року потрапивши під обстріл та бувши в оточенні, виніс з поля бою пораненого командира пройшовши шлях у 5 км для надання допомоги. В лютому 2023 року отримав звання молодшого лейтенанта та став командиром штурмової роти.
У вересні 2023 року мав заплановану відпустку для одруження. 19 серпня 2023 року, виїхавши на позицію поблизу селища Урожайного на Донеччині, загинув від прямого попадання ворожої ракети.

## Нагороди
- Орден «За мужність» III ступеня (12 жовтня 2023, посмертно) — за особисту мужність, виявлену у захисті державного суверенітету та територіальної цілісності України, самовіддане виконання військового обов'язку[4].
- Майстер спорту України зі стрільби з лука[1].